# Balatonakali, Veszprém
Balatonakali  este un sat în districtul Balatonfüred, județul Veszprém, Ungaria, având o populație de 693 de locuitori (2011). 

## Demografie
Componența etnică a satului Balatonakali
     Maghiari (95,42%)
     Germani (3,63%)
     Necunoscut (0,95%)
     Alții (0,95%)
Componența confesională a satului Balatonakali
     Romano-catolici (43,29%)
     Reformați (5,92%)
     Luterani (5,92%)
     Fără religie (5,63%)
     Necunoscută (37,95%)
     Alte religii (1,3%)
Conform recensământului din 2011, satul Balatonakali avea 693 de locuitori. Din punct de vedere etnic, majoritatea locuitorilor (95,42%) erau maghiari, cu o minoritate de germani (3,63%). Apartenența etnică nu este cunoscută în cazul a 0,95% din locuitori. Nu există o religie majoritară, locuitorii fiind romano-catolici (43,29%), luterani (5,92%), reformați (5,92%) și persoane fără religie (5,63%). Pentru 37,95% din locuitori nu este cunoscută apartenența confesională.